# Hobart Dotson
Hobart Dotson (* 13. Januar 1921 in Beloit (Wisconsin); † 1. Januar 1971) war ein US-amerikanischer Jazz-Trompeter, Komponist und Arrangeur des Modern Jazz.

## Leben und Wirken
Hobart Dotson spielte zu Beginn seiner Karriere um 1945/47 in den Orchestern von Billy Eckstine, Gerald Wilson (mit dem seine ersten Aufnahmen entstanden), bei Wilbert Baranco und in Bill Russos Bigband (1949); am meisten in Erinnerung bleiben wird seine Mitwirkung an Aufnahmen von Sun Ra, Slide Hampton und Charles Mingus, mit dem er erstmals 1946 zusammenarbeitete (West Coast, 1945–49).
1948 zog Dotson von Los Angeles nach Chicago, wo er mit den Dukes of Swing für Aristocrat (1949) aufnahm; es folgten Sessions mit dem Pianisten Johnny Perry für Rondo. Mit Joe Williams und Hal Russell spielte er in Jay Burkharts Bebop Orchestra. Anfang der 1950er Jahre nahm er in der Bigband des Saxophonisten Danny Belloc auf; im Sommer 1954 gehörte er der Band von Horace Henderson an, die im Trianon Ballroom spielte. 1956 steuerte er vier Kompositionen zu einer Session von Billy Butler für das kurzlebige Label Verro bei; 1957 nahm er mit Porter Kilbert bei Ping auf.
Dotson ist auf Sun Ras Alben Jazz in Silhouette (Evidence, 1958), The Nubians of Plutonia und später noch auf Holiday for Soul Dance (Evidence, 1968/69) zu hören. Seine Komposition Enlightenment ging ins Repertoire des Sun Ra Arkestra über.
1961 war Dotson an der Einspielung von Slide Hamptons Album Slide! beteiligt. In den 1960er Jahren spielte er dann mit Charles Mingus bei dessen Big-Band-Produktion Pre-Bird (1960) sowie mit einem Mingus-Oktett auf dem Monterey Jazz Festival und anschließenden Konzerten 1965 (Music Written for Monterey 1965, Not Heard... Played in Its Entirety at UCLA).
Nach Weber/Filtgen erinnert sein Spiel an Benny Bailey und Johnny Coles.